# Paul Baudry
Paul Jacques Aimé Baudry (La Roche-sur-Yon, 7 novembre 1828 – Parigi, 17 gennaio 1886) è stato un pittore francese.

## Biografia

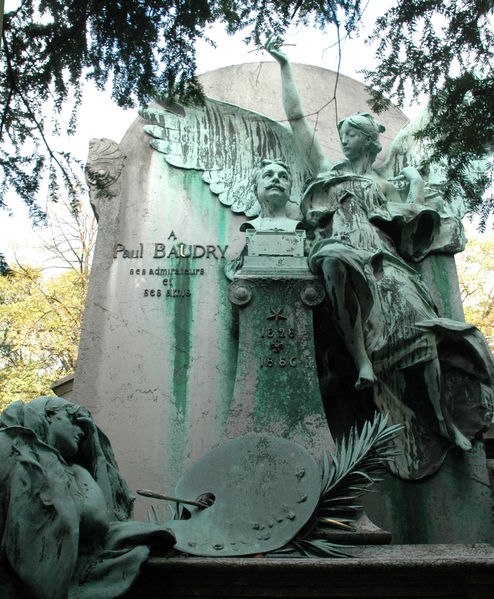
Tomba di Paul Baudry nel
cimitero Père-Lachaise.
Busto di Paul Dubois e statue di Antonin Mercié.

Fu uno dei più celebri rappresentanti della "pittura accademica" del Secondo Impero.
Figlio di un fabbricante di zoccoli, Paul Baudry studiò il disegno presso Antoine Sartoris, professore al liceo di La Roche-sur-Yon. Nel 1844, entrò nell'École nationale supérieure des beaux-arts a 16 anni grazie a una borsa municipale, entrando nello studio di Michel Martin Drolling. Nel 1850 vinse il Prix de Rome con William Bouguereau. Ammiratore del Correggio, fu uno specialista dell'affresco, ma dipinse anche ritratti e quadri storici. Napoleone III gli affidò la decorazione del foyer dell'Opéra, che lo impegnò per dieci anni. Suo allievo fu Charles Mengin.
Nel 1854 affrescò l'hôtel Fould, l'Hôtel Matignon nel 1863 e l'hôtel de la Païva; partecipò anche alle decorazioni del castello di Chantilly. Nel 1861 divenne un cavaliere della Legione d'onore, fino a diventare un commendatore nel 1879. Membro dell'Académie des beaux-arts nel 1870, viaggiò in Oriente e morì a Parigi nel 1886, al numero 70 bis di rue Notre-Dame-des-Champs, prima di aver potuto eseguire la decorazione del Pantheon di Parigi. Paul Baudry è sepolto nel cimitero parigino del Père-Lachaise, nella quarta divisione. Il monumento funebre venne progettato dal fratello Ambroise.
Un altro monumento in memoria di Paul Baudry, opera del pittore e scultore Jean-Léon Gérôme, venne eretto nel 1897, a La Roche-sur-Yon; durante la sua inaugurazione, il 20 aprile del 1897, venne pronunciato un discorso dal pittore Ernest Hébert.

## Opere
- Bordeaux, musée des Beaux-Arts: La toilette di Venere.
- Chantilly, museo Condé:
  - Diane au repos, 1858;
  - Amours portant les attributs de Minerve;
  - Enlèvement de Psyché, 1885 ;
  - La visione di Sant'Uberto;
  - L'Ivresse de Noé;
  - Venere gioca con Amore.
- Compiègne, museo nazionale del castello di Compiègne: Ritratto della contessa de la Bédoyère.
- Creil, museo Gallé Juillet: Vue d'une manufacture.[4]
- Digione, museo Magnin: L'Amour et Psyché, disegno preparatorio.
- Fontenay-le-Comte, museo vandeano:
  - Ritratto presunto di Charles Gumery, 1855;
  - Ritratto di Jane Essler, artista drammatica, 1862;
  - Danae, dal Correggio, 1864-1865;
  - Ebe, studio per il foyer dell'opéra Garnier, prima del 1874;
  - Faunetta, studio per il foyer dell'opéra Garnier, prima del 1874;
  - Diane chassant l'Amour, 1879;
  - Ritratto di Éléonore Gardon, Mme Paul Baudry, 1882;
  - Ritratto presunto di Mlle Villeroy, detta Mme X…, 1884.
- Grenoble, museo di Grenoble: Le Premier communiant, 1849.
- La Roche-sur-Yon, museo municipale:
  - Ritratto di Léopold Travers, 1846-1850;
  - La morte di Vitellio, secondo posto al premio di Roma del 1847.
  - L'incredulità di San Tommaso, 1850;
  - Lotta tra Giacobbe e l'angelo, 1853;
  - Adamo ed Eva, dal Tintoretto, 1853.
- Nantes, musée des Beaux-Arts:
  - Maddalena penitente, 1858, olio su tela, 98 × 146 cm;[5]
  - Charlotte Corday, 1860, olio su tela, 203 × 154 cm.[5]
- Lione, museo di belle arti: La Parisina.
- Parigi:
  - École nationale supérieure des beaux-arts:[6]
    - Zenobia ritrovata sulle rive dell'Arasso, 1850, opera che vinse il premio di Roma.
    - Saint Pierre chez Marie, grafite su carta da lucido sur calque, 23,7 × 35 cm ;
    - Ulysse reconnu par sa nourrice Euryclée, grafite su carta da lucido sur calque, 34 × 21 cm ;
    - Zenobia ritrovata sulle rive dell'Arasso, grafite su carta da lucido sur calque, 30,9 × 23,1 cm.
    - Caricatura di Paul Baudry, grafite su carta da lucido, 15,5 × 42 cm.
    - Caricature du sculpteur Achille Gumery choisissant pour son premier envoi “L'enfant à la tortue” et l'annonçant à M. Alaux, grafite su carta da lucido e acquarello su carta beige, 28,5 × 25 cm;
    - Studi per “Les Poètes civilisateurs” del grande foyer dell'Opéra di Parigi, penna e inchiostro su carta marrone, 32,5 × 50,2 cm,;
    - Caricatura di Jacques-Édouard Gatteaux, penna e inchiostro di china su carta, 11 × 15,9 cm.

  - museo d'Orsay:
    - Madeleine Brohan, della Comédie-Française, 1860;
    - La Verità, 1882;
    - Alfred Beurdeley (1808-1882);
    - Charles Garnier (1825-1898), 1868, olio su tela, 102 × 81 cm[7]
    - La Fortuna e il bambino, 1857 circa, olio su tela, 194 × 148 cm[8]
    - Madame Charles Garnier (1836-1919).

  - Opéra Garnier: decorazioni del foyer;
  - Palazzo di Giustizia, camera grande della corte di cassazione: La Glorification de la Loi, 1879-1881.
  - Petit Palais: Madame Louis Singer, nata Thérèse Stern, 1884.
- Ubicazione sconosciuta: Le Génie de la Musique en Italie, disegno.

## Galleria d'immagini

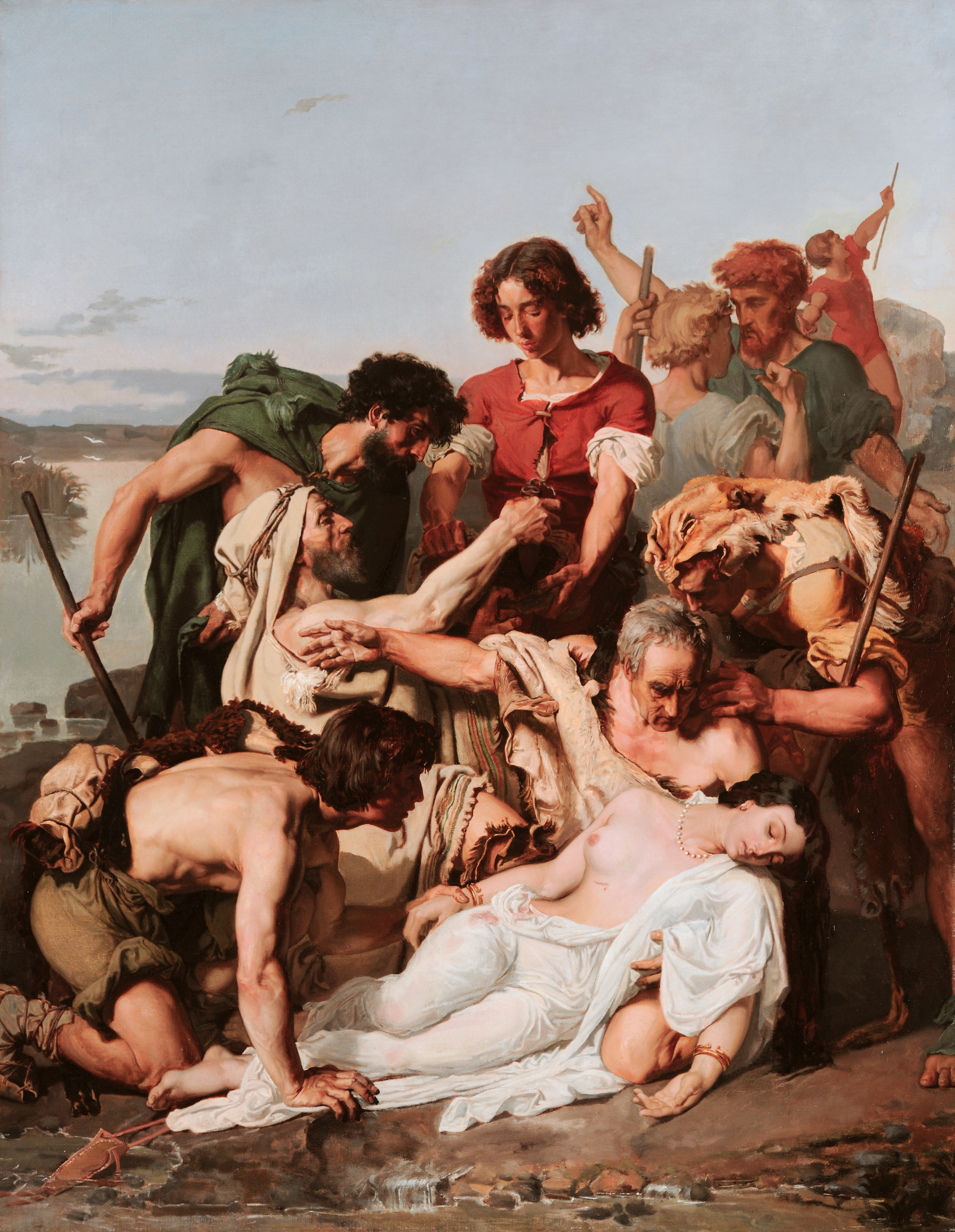
Zenobia trovata fra i pastori sulle rive dell'Araxe 1850
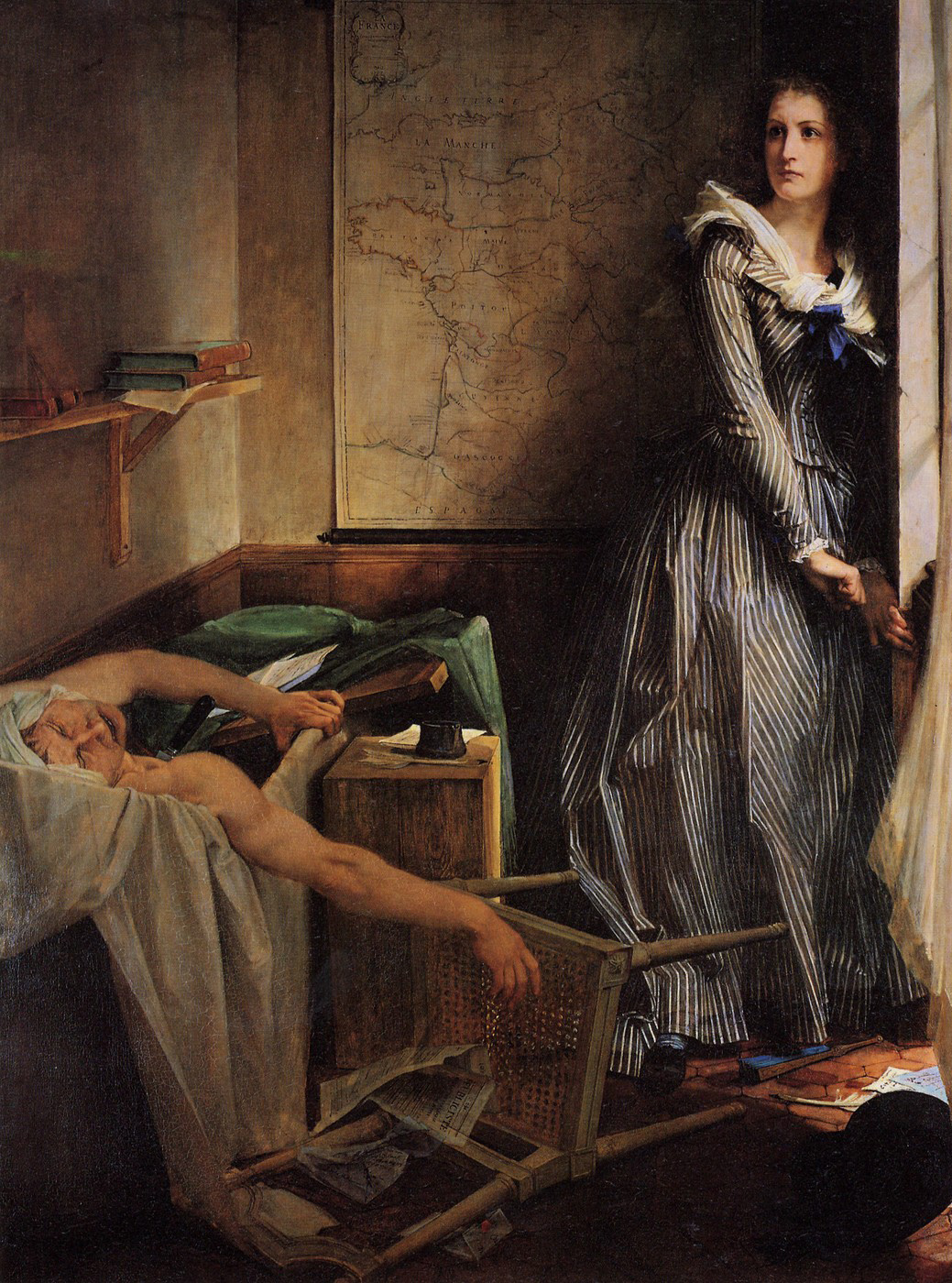
L'assassinio di Marat o Charlotte Corday 1860
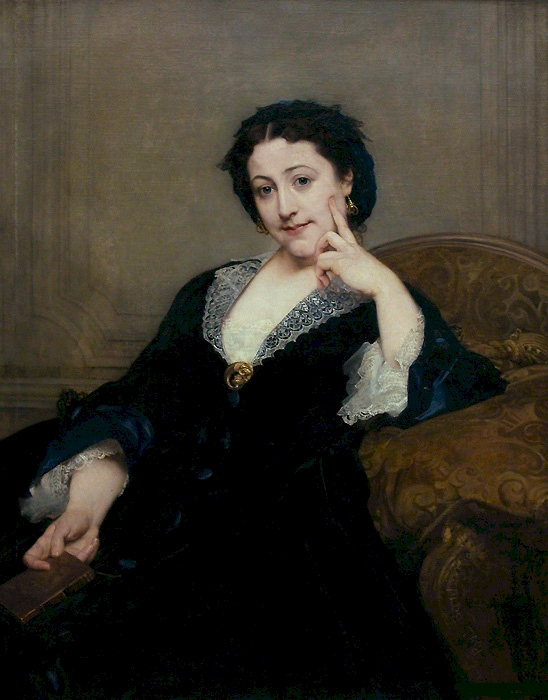
Ritratto di Madeleine Brohan della Comédie-Française
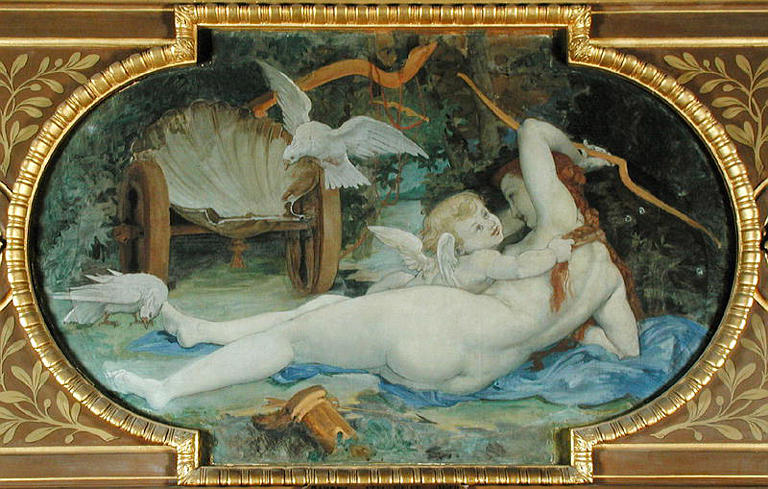
Venere gioca con Amore
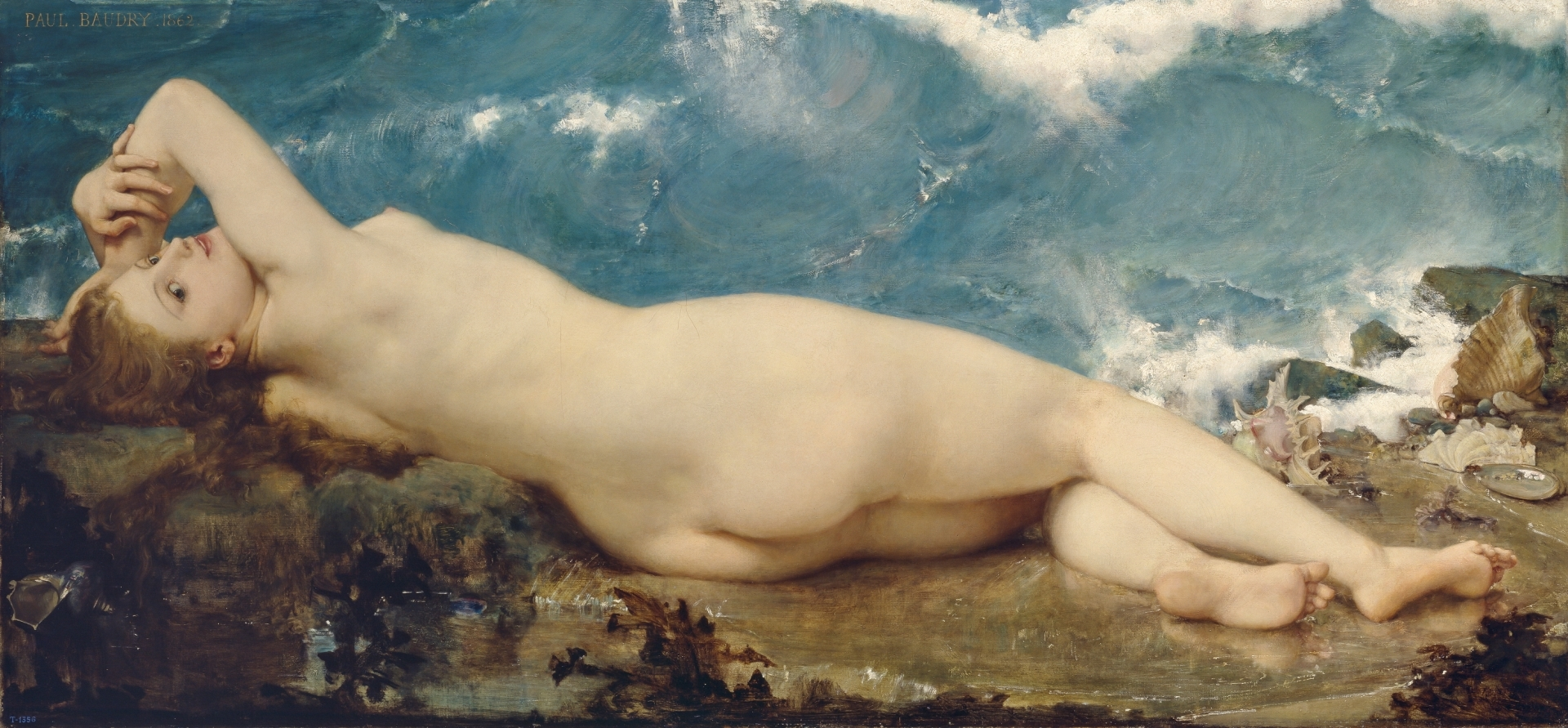
La perla e l'onda, 1862
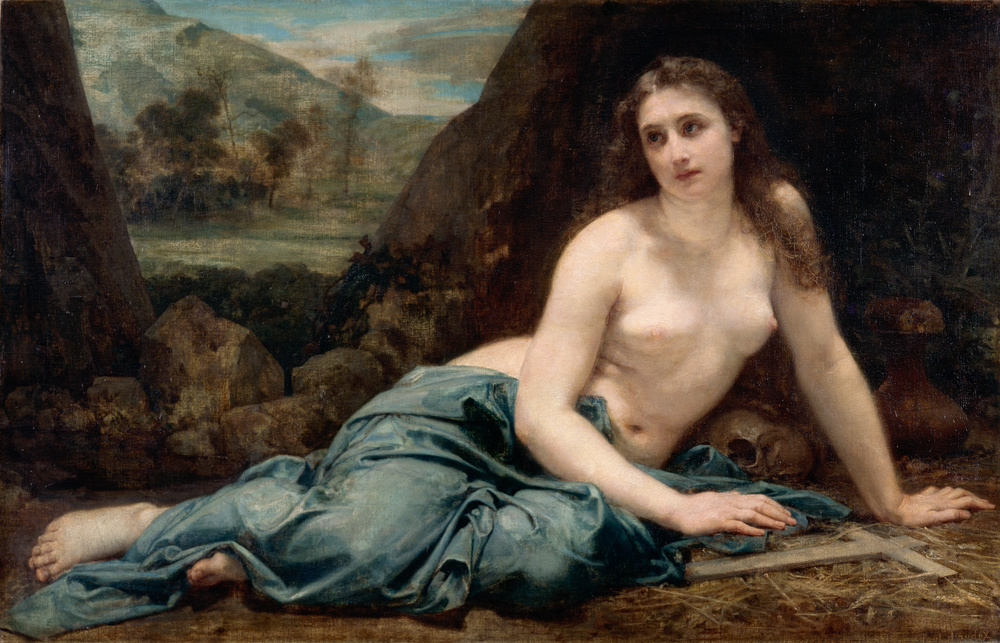
Maddalena penitente. Con per modella Blanche d'Antigny.

- Cliccare sulle immagini per ingrandirle